# رام (مخرج)
رام (بالهندية: राम؛ بالإنجليزية: Ram) هو مخرج هندي، ولد في 11 أكتوبر 1974 في تاميل نادو في الهند.

## وصلات خارجية
- رام على موقع IMDb (الإنجليزية)
- رام على موقع ميوزك برينز (الإنجليزية)
- رام على موقع قاعدة بيانات الفيلم (الإنجليزية)